# Pinching-Off-Syndrom
Das Pinching-Off-Syndrom (deutsch etwa „Abkneif-Krankheitskomplex“) ist eine bei wildlebenden, nestjungen Seeadlern (Haliaeetus albicilla) auftretende schwere Befiederungsstörung. Die Erkrankung wurde bisher nur in Mittel- und Westeuropa nachgewiesen. 

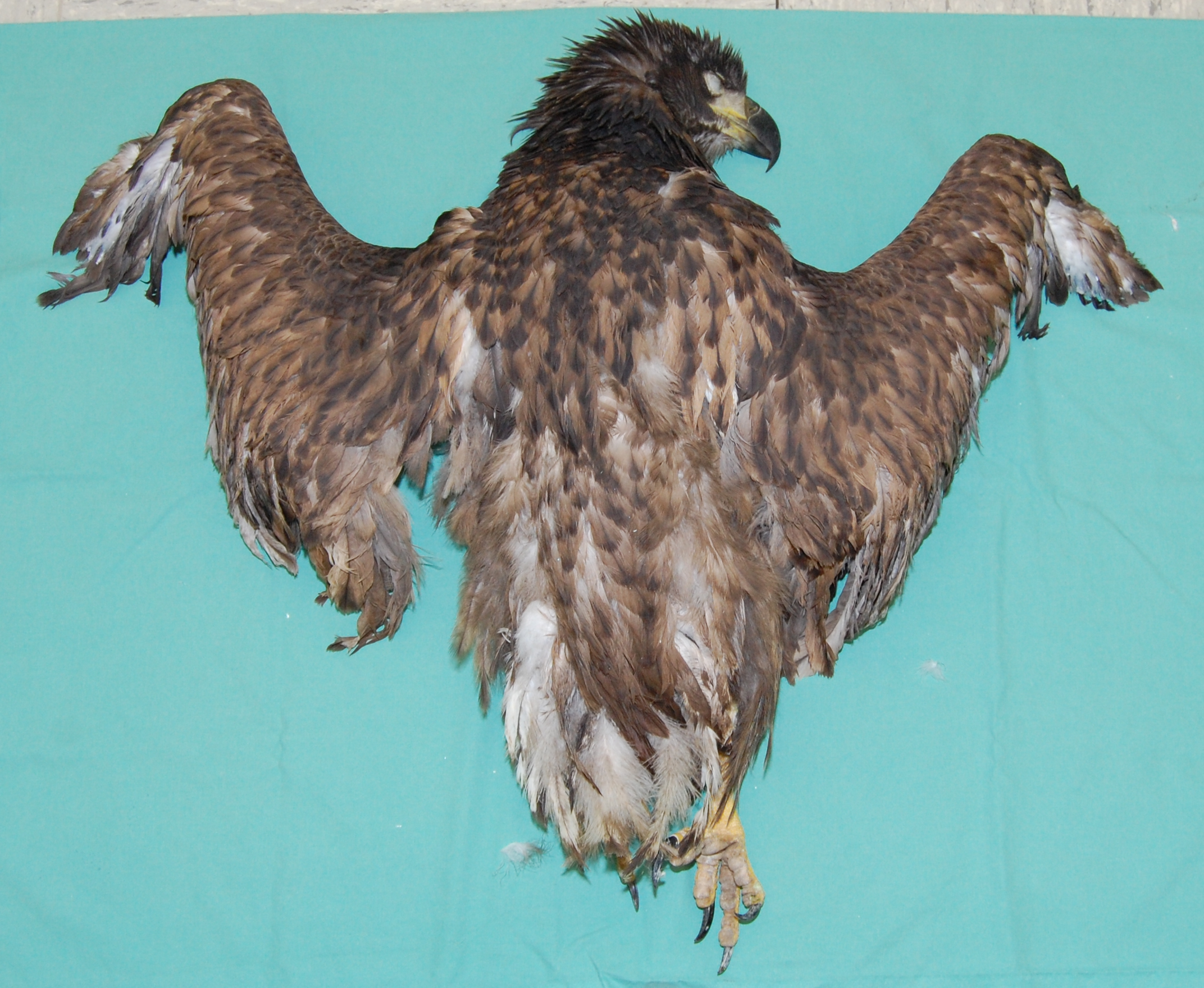
Seeadler mit Pinching-Off-Syndrom. Alle Schwingen und Steuerfedern sind ausgefallen. Der flugunfähige Vogel wurde Anfang Oktober auf dem Boden gefunden und war demnach nach dem Verlassen des Nestes etwa Anfang Juli mehrere Monate lang zu Fuß unterwegs.

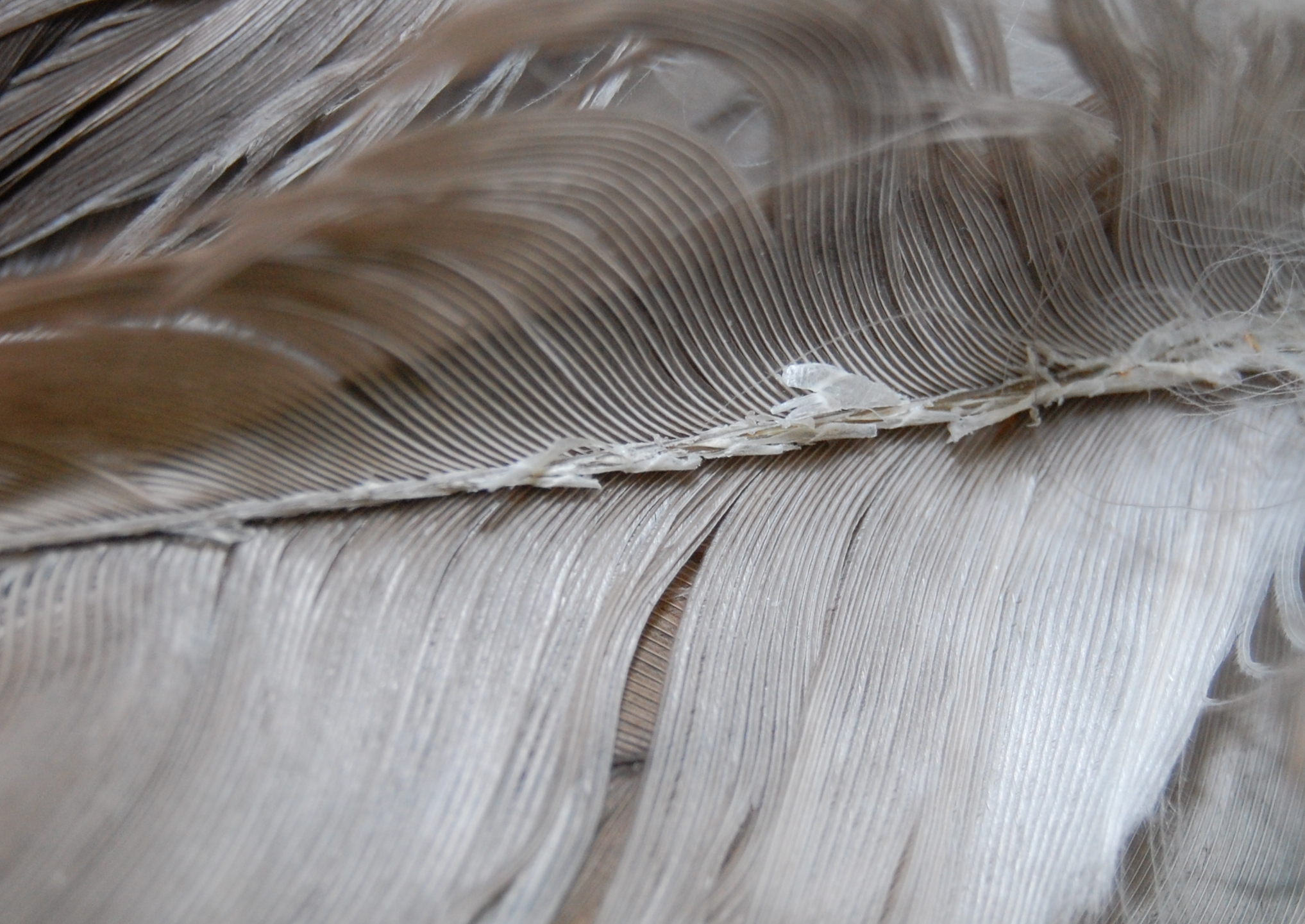
Unterseite der Deckfeder eines diesjährigen Seeadlers mit Pinching-Off-Syndrom (selber Vogel wie oben). Gut erkennbar sind die pathologischen Keratin-Auflagerungen auf der Unterseite des Federkiels und dessen Aufsplissung.

## Ursache
Bisher konnte kein Krankheitserreger als Auslöser der Erkrankung nachgewiesen werden, daher wird ein genetischer Defekt als Ursache vermutet.

## Diagnostik
Nestjunge Seeadler mit Pinching-Off-Syndrom zeigen massive pathologische Veränderungen des Großgefieders, die besonders an den Schwingen und den Steuerfedern auffallen. Die Federn sind meist deutlich verkürzt, die Federfahnen und die Federkiele sind sehr weich und lappig. Die Unterseite der Federkiele ist aufgesplissen und zeigt starke Keratin-Auflagerungen. Die Federspule ist meist zu kurz und die schiebenden Federn öffnen sich sehr spät, das heißt die Federscheiden sind sehr lang. 
Diese Federveränderungen führen im Normalfall zum Ausfall aller oder der meisten Schwingen und der Steuerfedern noch während der Nestlings- oder Ästlingszeit. Die ausgefallenen Federn zeigen meist eine charakteristische Einschnürung am Spulenende, auf die sich der Name der Erkrankung bezieht. Da auch die nachwachsenden Federn entsprechend verändert sind und meist ebenfalls schnell wieder ausfallen, befinden sich die Vögel in einer permanenten Mauser. Die Jungvögel erreichen jedoch nie die Flugfähigkeit, die Erkrankung ist also letztlich letal.

## Epidemiologie
Die Erkrankung trat bisher nur in Europa auf. Der erste Fall wurde 1975 dokumentiert, bis zum Jahr 2006 wurden insgesamt 32 Fälle nachgewiesen, davon 17 in Deutschland, 11 in Polen, 3 in Tschechien und 1 in Großbritannien. 

## Therapie
Eine Therapie ist bisher nicht möglich.